# غوستاف مايرز
غوستاف مايرز (بالإنجليزية: Gustavus Myers)‏ هو صحفي ومؤرخ وكاتب أمريكي، ولد في 20 مارس 1872 في ترنتون في الولايات المتحدة، وتوفي في 7 ديسمبر 1942 في نيويورك في الولايات المتحدة.